# 练气功
《练气功》是马三立创作的相声，发表于《天津演唱》1982年第10期。内容为一个专爱占邻居小孩子便宜的浑人张二伯，因为模仿电视中的练气功节目而剖腹丧命。作品塑造了一个欺软怕硬、愚昧无知、浑不讲理的小市民形象。作品将天津方言融人人物语言之中，为整部作品增添了浓浓的生活气息。有单口相声（马三立表演）、对口相声（马三立、王凤山表演）版本。